# Jason Forrest
Jason Forrest (Fort Mill, 5 april 1972), ook wel bekend onder zijn pseudoniem Donna Summer (een hommage aan de discozangeres Donna Summer) is een Amerikaanse muzikant. Hij maakt experimentele elektronische muziek, met name breakcore. Hij is ook de eigenaar van platenlabel Cock Rock Disco. Elementen uit de disco en rock-'n-roll zijn vaak terug te vinden in zijn muziek.
Jason is geboren in South Carolina, Verenigde Staten maar woont tegenwoordig met zijn vrouw in Berlijn.
Forrest werkte ook mee aan het album Anti-Magic van de tribal noise band Foot Village.

## Discografie
- Popxplosion (2002, Broklyn Beats)
- To All Methods Which Calculate Power (2002, Omeko)
- Fluxus, Inc. (2003, Tonschacht)
- This Needs To Be Your Style (2003, Irritant Records)
- Death After Life (2003, Cock Rock Disco)
- The Unrelenting Songs of the 1979 Post Disco Crash (2004, Sonig)
- Ladies Get In Free!!! (2004, Broklyn Beats)
- Mastadon Razor (2004, Ljud Records)
- Lady Fantasy EP (2005, Sonig)
- Shamelessly Exciting (2005, Sonig)
- The Everything (2011, Staatsakt)

### Compilaties
- 2006 - "silver monk time - a tribute to the monks" (29 bands cover the MONKS) (play loud! productions)
- 2007 - "monks demo tapes 1965" (remix door Jason) (play loud! productions)